# NHN벅스
NHN벅스는 2000년 설립한 이래 디지털 음원 서비스 및 음원 유통을 주요사업으로 영위하고 있다. 현재 음악포털 벅스와 커뮤니티 서비스 세이클럽을 운영 중이다. 2015년 6월 NHN엔터테인먼트(현 NHN)에 인수되었고, 2017년 4월 NHN벅스로 사명을 변경했다.

## 사업영역
- 모바일 애플리케이션 제작, 음악포털 벅스 운영, 디지털음원 유통 및 음반제작 투자 사업, SNS 기반 커뮤니티 서비스
- 벅스 (공식 홈페이지)
- 세이클럽 (공식 홈페이지)